# 横浜市立みなと総合高等学校
横浜市立みなと総合高等学校（よこはましりつ みなとそうごうこうとうがっこう）は、神奈川県横浜市中区山下町にある市立高等学校である。

## 教育(『マニフェスト』より引用)
- 学校教育目標　「人間力を高める」　知的向上力　自己表現力　人間関係力
  - 「人間力」とは、「本来人間が有している様々な能力」であると解釈し、その中でも「知的向上力」「自己実現力」「人間関係力」の三つの力を「人間力」を構成する大きな要素としてとらえこれら三つの力を培い教育目標を達成するために、真摯に生徒に向き合い、日々教育実践に励みます。
  - めざす学校像＝「学ぶ力を伸長する学校」「キャリア形成を支援する学校」「相互理解を深める学校」を実現するために、真摯に生徒に向き合い、日々教育実践に励みます。
- 生徒教育目標　めざす生徒像=｢知識を活用できる生徒｣｢将来の展望を拓く生徒｢暖かな人間関係を築く生徒｣｣
  - 確かな学力を向上させます。進路意識や目的意識を高めます。相互理解力やコミュニケーション力を養います。
- 国際理解教育

みなと総合高等学校では、21世紀の国際化社会に対応しうる人材の育成を目指し、学校全体で協力して国際理解教育を実践しています。

--横浜市立みなと総合高校 公式ホームページ『マニフェスト』

## 概要
- 横浜市初の総合学科高校として、横浜市立港商業高等学校を改編する形で2001年に設立、翌年開校。
- 横浜市立高校であるため、横浜市立大学への指定校推薦枠がある。
- 卒業するには3年間在籍し、74単位以上を取得できなければならない。(成績で1がついたら履修2以上で習得)
- 文化・生活，科学・社会，情報，国際，ビジネスマネジメントと五つの系列がある。
- 単位制であるため「1年生」などの呼び方ではなく、入学年度に応じた「○期生」という呼称か「一年次」など「○年次」を用いる。また大学の単位制と同様に時間割を自分で作成するという形を取っているため、異なる学年の生徒が同じ授業を受ける場合がある。
- 校歌の作曲をクレイジーケンバンドの横山剣が担当した（作詞は生徒による）。
- 生徒の女子比率が非常に高い。現在は男女比2:8ぐらいの比率になっている。
- YHMF（横浜ハイスクールミュージックフェスティバル）での優秀バンドが多数。Burst Out Laughing，キャラメルズ，BEATS HOWRINGなどが軽音楽部に在籍していた。
- 部活動や行事は全て生徒主体という形を取っている。イベントを立ち上げたいと思ったら運営を行う委員会を設立し、企画することができる。
- 校則は必要最低限しか定められていない。学校設立当時は校則があったのだが、一期生二期生が"「自分たちの責任は自分たちでとれる」"と運動したため校則は縮小された。
- 縮小されたとはいえ中には校則を遵守していない生徒も見られ、校則はほぼ形骸化している（現在、生徒会本部が新たな枠組みづくりを構想中）。
- 髪染めやピアス、スカート丈に関する校則は存在していない。それぞれ生徒達の自主判断に任せている。
- 令和7年度（24期生）以降、今まで週に2回あった7時間目がなくなり、6時間になった。
- 令和7年度以降、中間テストがなくなり、期末テスト＋各教科の小テストという仕組みになった

## 職員勤務時間
開始時刻は午前8時、終了時刻は午後4時30分。

## 交通
- JR根岸線石川町駅より徒歩約4分。
- JR根岸線関内駅より徒歩約10分。
- 横浜市営地下鉄関内駅より徒歩約11分。
- みなとみらい線日本大通り駅から徒歩12分

中華街の延平門を入ってすぐ左のところにあり、見かたによっては中華街のなかにあるともいえる。

## 特色
- 個人の自主性が尊重される自由な校風である。
- 上記の事については遅刻者が多いことに鑑みて2016年4月1日をもって始業の8:30と一般生徒下校の16:30にチャイムが鳴るようになった。（現在は授業の開始時間と終了時間にもチャイムが鳴るようになっている。）

- 自分で自分の学びたい科目を選択することができる。一年次では二科目(四単位)分、二年次では最大十三科目(二十九単位)分、三年次では最大十四科目分選択することができるが、卒業要件を満たすためそこに文科省・学校側設定の必修科目である科目を必ず入れなくてはならない。また一年次では「現代の国語」「言語文化I」「数学Ⅰ」「数A」「化学基礎」「英語コミュニケーション」「論理・表現I」「歴史総合」「体育(二単位)」「保健(一単位)」「情報I」「芸術(音楽Ⅰ・美術Ⅰ・書道Ⅰから一科目)」「産業社会と人間」＋LHR、二年次では「体育(二単位)」「保健（一単位）」「総合的な学習の時間(二単位)」、三年次では「体育（二単位）」「総合的な学習の時間(一単位)」をそれぞれ必ず選択し、「世界史AまたはB」「日本史AまたはB」「理科(化学基礎、物理基礎、生物基礎、地学基礎のいずかれ3科目)または(化学基礎、物理基礎、生物基礎、地学基礎のいずかれ1科目と科学と人間生活)」を三年間のどこかで選択し、履修しなければ卒業できない。生徒はこれらの必履修科目をカバーしつつ、他の科目を選択することができる。次の年次に学ぶ選択は6月頃からガイダンスが行われる。最終決定は10月。
- 選択科目が豊富であるため、非常勤講師をふくめ教員が約100名いる。
- 定年退職者再雇用された教員が授業を担当していることも多々ある。
- 公務員が毎年数名出ている。旧港商業高校の流れを汲み、毎年一定数高校卒業後の就職希望者がおり、就職率も高い。
- 国際交流も盛んに行われている。2008年は夏休みにオーストラリアへ二週間ホームステイ（滞在中はホストスクールに通い現地生徒との交流）する企画があった。2009年は春休みを利用しカナダのバンクーバーへ一週間ホームステイを行った。また、受け入れも盛んである今年は台湾から短期の留学生が訪れた。長期の留学生の受け入れも行われている。
- サマーキャンプとウィンターキャンプがありウィンターキャンプではスキーができる。これらのキャンプに参加すると総合学習の単位が一単位もらえる。（しかしさまざまな事情で2008年度以降開催減少傾向にあり、2010年度は両キャンプとも開催されなかった。）
- 「産業社会と人間」という総合学科特有の科目が設置されていて、入学後にR-CAPという「適職・適学診断」が行われたり、職業研究や大学研究をする科目である。1年次生は職業、2年次生はフリーテーマの調べ学習をしレポート、ポスターにまとめ、年度末にプレゼンテーションを行う。
- 簿記や情報処理などの資格の取得を支援している。
- 進学や就職、選択科目についてのガイダンスが非常に多い。進学のガイダンスでは大学の先生を招いたりもする。そのため親や先生達と将来の事について話し合う機会が多い。
- 生徒のポロシャツの着用はこれまで容認されてきたが、11期生以降は学校側が色を指定し、制服についての規定が明文化された。

## 国際交流
- 姉妹提携校　これらの学校に春休みなどの期間を利用してホームステイできる。
  - バンクーバー（カナダ）のブリタニアセカンダリ
  - ポートランド（アメリカ合衆国）
  - パース（オーストラリア）
  - 上海（中国）
  - 台北（台湾）
- バディー制度
  - みなと総合高等学校が独自に実施している国際ボランティア制度。これはみなと総合に交換留学生が訪れた際にホストファミリーになれたり、提携校から留学生が学校見学に来た時に学校を案内したり、一緒に授業を受けたりするパートナーの事を指す。(国際部にて登録できる。)

上8階建てで各階に通じるエレベーターが2台ある。ただし古いため、片方のエレベーターは偶に「故障中」と張り紙されていることがあったが、2011年、制御システムの入れ替え工事と内装工事が完了し、快適になった(ただし一台のみ)。現在は二台とも工事が完了している。
- 冷房暖房が各教室に完備(生徒会室、更衣室、暗室を除く)されてはいるが不調の時が多い。一番快適に稼働しているのは図書室である。なお冷房設備が壊れてしまった場合、建物の構造上夏は40度近くまで温度が上がるため、休校も視野に入れて授業を行う。
- 温室プール、トレーニングルーム、格技場が設置されている。温水プールは2011年東北地方太平洋沖地震の際、水漏れが生じた。
- 1階の食堂は300席。食堂には「お好み焼ころんぶす」が出張店を経営している。お菓子やアイスなど品揃えが豊富。
- 約300台のコンピュータが整備されている。全てWindowsで、Vista・7も導入されている。
- 自販機は飲料水を販売するものが3台設置されているほか、2013年度より、アイスを販売するものが1台導入された。アイスの自動販売機に関してはコンセントが抜かれるなどのトラブルもあり、時間を限定して販売を行っている。
- 平成27年度秋にテニスコートを囲むネットが改修された。これにより隣接する横浜市立港中学校のネットとほぼ同様の高さになった。

## 著名な出身者

### 港高等学校の出身者
- 横山剣（クレイジーケンバンド、ボーカル）山本リンダ　（歌手）

### みなと総合高等学校の出身者
- 広田亮平  (俳優、舞プロモーション所属)
- 西田勇祐（プロサッカー選手）
- むらたたむ（ドラマー）
- やねすけ（バンカラジオ、YouTuber）
- RIKU（ACE COLLECTION、ドラマー）
- 松本圭佑（プロボクサー）

## 部活動
- 部活動の入部率は80％でその多くを軽音楽部が占めている。次いで吹奏楽部が多い。
- 兼部ができる。
- 運動部
  - 硬式テニス部
  - ソフトテニス部
  - バドミントン部
  - バスケットボール部
  - 男子バレー部
  - 女子バレー部
  - 女子フットサル部
  - 男子フットサル部
  - チアダンス部
  - ダンス部
  - 水泳部
  - ボクシング部　
  - 合気道部
- 文化部　
  - 文芸部
  - 地球科学部
  - 料理部
  - 美術部
  - 吹奏楽部
  - 軽音楽部
  - 写真部
  - 演劇部
  - 放送部
  - 書道部
  - 茶道部
  - 企画部
  - イラスト部
  - パソコン部
  - ファッション部
  - 隣語部（多文化共生理解研究部）
  - 百人一首部
- 同好会
  - ボードゲーム同好会

## その他
- TOKYO FM・JFN全国38局ネット『やまだひさしのラジアンリミテッドF』(パーソナリティー:やまだひさし ゲスト:阿部真央) - 同番組の「POCKY放課後のMUSIC ROOM 放課後訪問」の企画でみなと総合高校に訪問し公開収録が行われた。この模様は2014年5月16日にオンエアされた。当日の収録は、全校生徒ではなく軽音部・チア部・水泳部・放送部・フットサル部などの一部の生徒が参加した。